# آنیتا پیج
آنیتا پیج (انگلیسی: Anita Page؛ ۴ اوت ۱۹۱۰ – ۶ سپتامبر ۲۰۰۸) یک هنرپیشه اهل ایالات متحده آمریکا بود.

## بخشی از فیلمشناسی

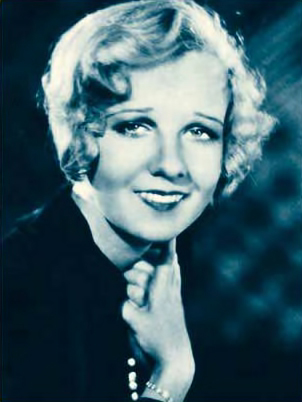

از فیلم‌ها یا برنامه‌های تلویزیونی که وی در آن نقش داشته‌است می‌توان به آثار زیر اشاره کرد.
- یک بوسه برای سیندرلا (فیلم) (۱۹۲۵)
- دختران رقصنده ما (۱۹۲۸)
- نوای برادوی (۱۹۲۹)
- نمایش هالیوود ۱۹۲۹ (۱۹۲۹)
- بی‌قیدوبند (۱۹۳۰)
- کاهش (فیلم) (۱۹۳۱)
- آسان‌ترین راه (۱۹۳۱)
- پیاده‌روهای نیویورک (فیلم ۱۹۳۱) (۱۹۳۱)
- خوشبختی (فیلم ۱۹۳۲) (۱۹۳۲)